# Allium tuberosum
Allium tuberosum — вид трав'янистих рослин родини амарилісові (Amaryllidaceae), батьківщиною виду є Китай.

## Опис
Цибулини скупчені, циліндричні; оболонка від тьмяно-жовтої до жовтувато-коричневої. Листки лінійні, коротші від стеблини, 1.5–8 мм завширшки, плоскі, суцільні, край гладенький. Стеблина 25–60 см, циліндрична. Зонтик від напівсферичного до субкулястого, розлого багатоквіткові. Оцвітина біла; сегменти зазвичай з зеленою або жовтувато-зеленою серединною жилкою; внутрішні листочки оцвітини трохи ширші від зовнішніх. 

## Поширення
Батьківщиною виду є Китай; натуралізований і культивується в Австралії, Азії, Європі, США, на Карибах.

## Використання
В Азії цю цибулю вирощують як овоч. У Європі та Північній Америці його вирощують у садах більше як декоративну рослину.